# Chiostro del Paradiso
Il chiostro del Paradiso è un chiostro ubicato ad Amalfi.

## Storia
Il chiostro venne edificato per volere dell'arcivescovo Filippo Augustariccio tra il 1266 e il 1268 per accogliere le sepolture delle famiglie nobiliari amalfitane: deve il suo nome al fatto che in epoca medievale, con il termine "paradiso", si soleva identificare un luogo di sepoltura accanto a una chiesa importante. Per la costruzione del chiostro fu necessario abbattere la navata sinistra della basilica del Crocifisso. Venne utilizzato fino all'inizio del XVI secolo, poi fu chiuso per motivi sanitari e già nel XVII secolo risultava abbandonato.
Venne restaurato agli inizi del XX secolo: è probabile che il giardino di palme sia stato creato nel 1908. Nel 2006 entrò a far parte del percorso espositivo del Museo diocesano.

## Descrizione
Il chiostro è in stile romanico; ha la classica forma quadrangolare: al centro è un giardino di palme e intorno quattro portici con volta a crociera. A separare il giardino dai portici una serie di archi a sesto acuto in stile moresco che scaricano su una doppia fila di centoventi colonne con capitello a stampella.

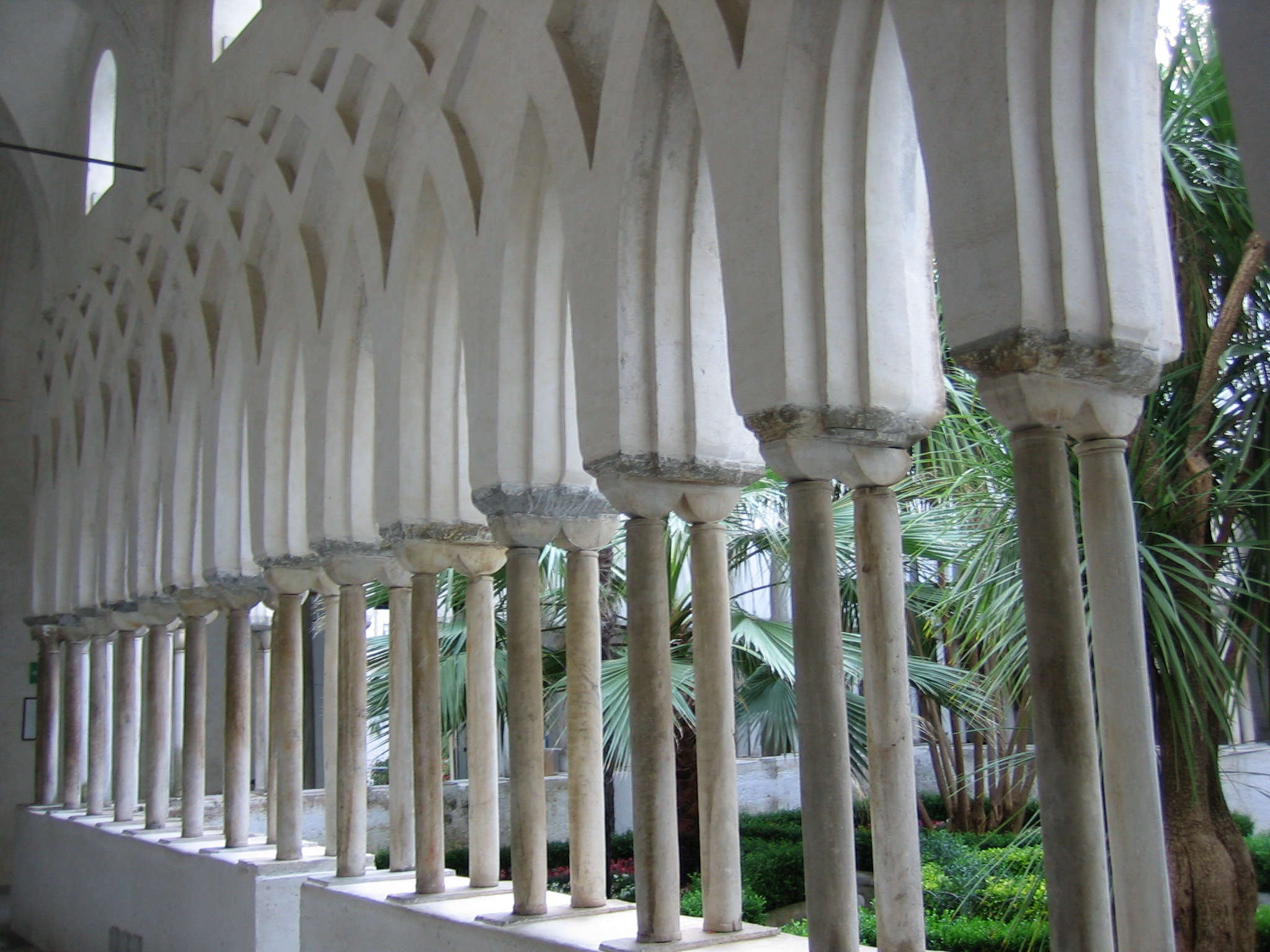
Colonne del portico

All'interno dei portici si aprono sei cappelle. La cappella della Crocifissione, la maggiore per dimensioni e di patronato, nel XV secolo, di Lisolo Flajboli, si presenta divisa in due da due archi a tutto sesto che poggiano su una colonna tortile: tuttavia la parte destra è andata perduta in quanto utilizzata per la costruzione della scala per l'episcopio. Il ciclo di affreschi al suo interno è attribuito a Roberto d'Oderisio e realizzato nella prima metà del XIV secolo, forse nel primo periodo di attività del pittore. La raffigurazione meglio conservata è quella sulla parete sinistra dov'è appunto la Crocifissione: nel registro basso è l'Addolorata, la Maddalena e san Giovanni, oltre ad una serie di incappucciati appartenenti alla congrega del committente; nel registro superiore invece è Gesù in croce tra i due ladroni, tra cui si nota un angelo che regge un neonato simbolo della salvezza del buon ladrone. Nella parete centrale è san Giuseppe e un angelo annunciante, facente parte probabilmente di un'Annunciazione andata perduta. La cappella si completa con affreschi risalenti al XVI e XVII secolo, in particolar modo nelle volte, di angeli e teschi. Davanti alla cappella è posto un pluteo in marmo e un bassorilievo della Madonna con Bambino tra i santi Andrea e Giovanni Battista del XVI secolo.
Una cappella è stata identificata per via dei suoi affreschi residui come quella dei santi Cosma e Damiano, citata in alcuni documenti e di patronato della famiglia Paolillo. Si riconosce infatti un santo dalla veste rossa con in mano un vasetto di unguenti e un altro che recava tra le mani forse uno strumento chirurgico.

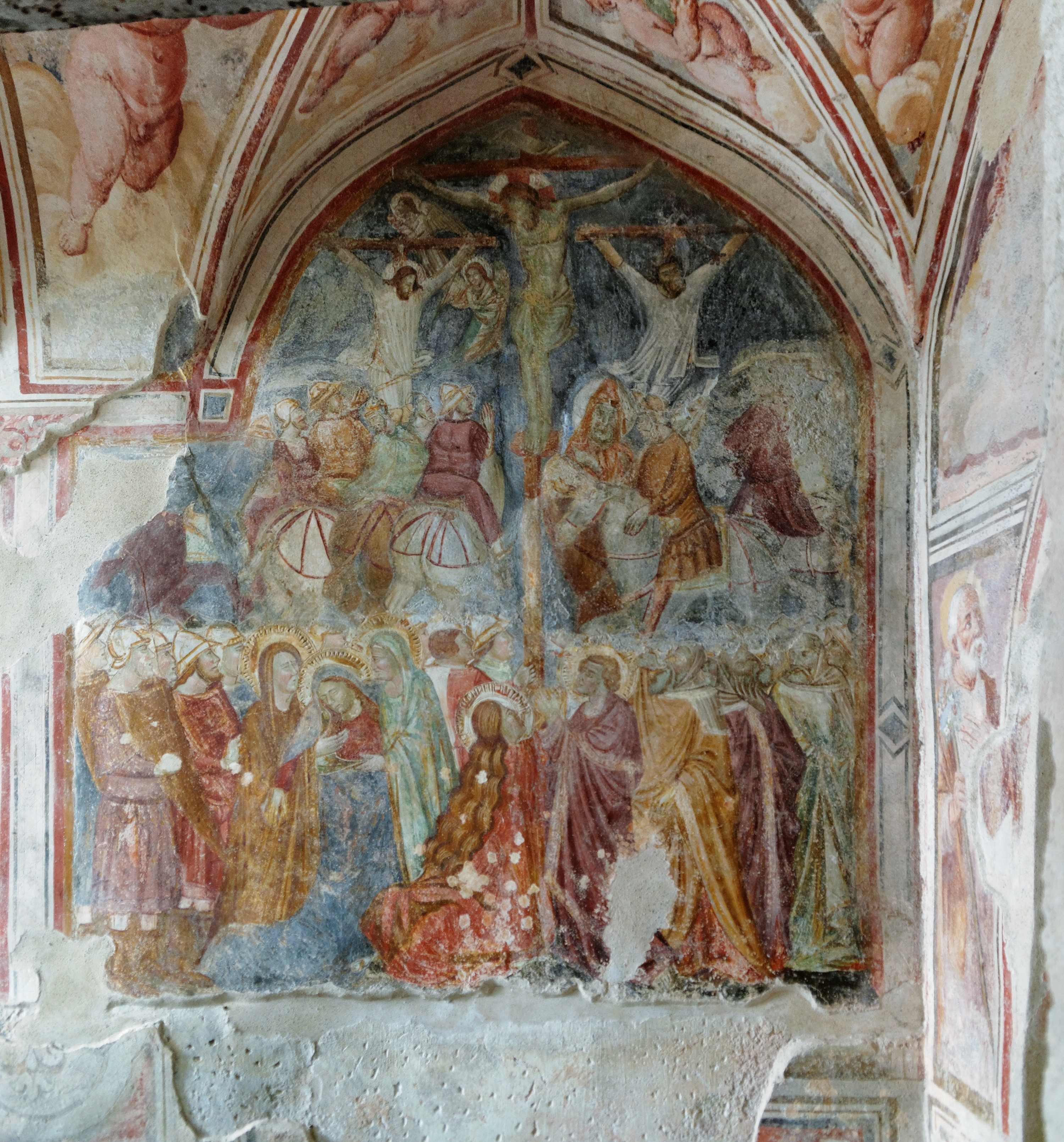
Affresco della Crocifissione

La cappella della Maddalena presenta nell'arco ogivale i resti di un affresco raffigurante la Deposizione: già rovinato nel XVI secolo, si intravedono le figure di Gesù e Maria; nella parte sottostante l'opera era posto un altare. Altri resti di affreschi sono nell'sottarco e nella muratura esterna.
Della cappella di San Teodoro rimane l'arco tompagnato e tracce di affreschi di difficile lettura: la cappella fu fondata nel 1494 da Petrillo De Giudice.
La cappella di Sant'Andrea presenta un arco di forma ogivale e fino agli anni 1940 era dotata anche di un altare: sull'arco è presente un'iscrizione a caratteri gotici parzialmente rovinata. Tra gli affreschi, della cerchia di Roberto d'Oderisio, si riconoscono nel sottarco un angelo in un clipeo, sul lato destro una santa con un libro tra le mani e su quello sinistro tracce di un altro santo.
La cappella del Santissimo Salvatore risulta essere nel 1348 di patronato di Gentile Guizono o Guinzoni. Il ciclo pittorico, precedente a questa data, è quasi totalmente conservato: al centro è il Cristo trionfante, anche se non è visibile il volto, sovrastato dalla Colomba dello Spirito Santo, nel sottarco, in un clipeo, è un angelo; a separare le due figure un arco, decorato con pitture quadrilobate, che poggia su due colonne. Ai lati dell'arco due santi benedettini nell'atto di benedire, anch'essi senza volto.
Nello spazio d'accesso alla basilica del Crocifisso è presente la cappella dei Corsaro: la famiglia ne assunse il patronato nel 1333 e venne creata qualche anno prima nello spazio di risulta tra la basilica e il chiostro. Il ciclo di affreschi, fortemente danneggiato, risale al XIV secolo e attribuito alla bottega di Pietro Cavallini: sulla destra, nella parte alta, sei profeti a mezzo busto con in mano un cartiglio, mentre nella parte bassa, separati tramite una cornice a mensola, figure intere di santi, tra cui si riconosce l'arcangelo Michele. Sul lato opposto, in alto, una Dormitio Verginis e, in basso, gli apostoli; nell'sottarco d'ingresso resti di un'Annunciazione.
Nel chiostro sono ospitati diversi sarcofagi, tra cui uno, utilizzato come tomba del canonico Domenico Ancora, risale al IV secolo e porta inciso il nome del decurione Publio Ottavio Rufo, anche se probabilmente l'incisione è un falso, uno con una processione di Eroti, uno, utilizzato nel XII secolo per la sepoltura dell'arcidiacono Cesario de Alanio, con gli altorilievi dell'unione di Marte con Rea Silvia, secondo altri Ares e Afrodite, per altri le nozze di Peleo e Teti, e di Romolo e Remo allattati dalla lupa e uno del IV secolo, di origine greca, probabilmente proveniente da Paestum, sul quale è scolpito il ratto di Proserpina.
Il chiostro si completa anche con resti di urne, capitelli, di alcuni mosaici che facevano parte dell'ambone della cattedrale, realizzato tra il 1174 e il 1202 per volere del vescovo Dionisio da artisti locali, e un bassorilievo raffigurante la Madonna della Neve del XV secolo attribuito a Francesco Laurana.